# Pontische meeuw
De Pontische meeuw (Larus cachinnans) is een zeevogel uit de familie van de meeuwen (Laridae). Voorheen beschouwd als ondersoort van de geelpootmeeuw. De taxonomische status van de Pontische meeuw is onzeker en niet onomstreden.

## Kenmerken
Circa 54 cm, spanwijdte 123–148 cm. De snavel is gemiddeld dunner dan die van de geelpootmeeuw. Uiterlijk lijkt de soort sterk op de zilvermeeuw en de geelpootmeeuw.  En er is veel kennis en ervaring vereist om een Pontische meeuw met zekerheid te kunnen determineren. Dit is met name het geval wanneer het onvolwassen exemplaren betreft, of een vogel buiten zijn normale verspreidingsgebied. Er zijn overigens wel een aantal significante uiterlijke verschillen tussen de soorten. Om tot een sluitende determinatie te komen is het noodzakelijk meerdere van deze diagnostische kenmerken te herkennen, aangezien de soorten zodanig variabel zijn dat een kenmerk niet voldoende is. 

## Taxonomie
In het verleden werd de Pontische meeuw veelal als ondersoort van de geelpootmeeuw beschouwd. Tegenwoordig beschouwen autoriteiten zoals de British Ornithologists' Union de Pontische meeuw echter als een aparte soort.

## Verspreiding
De Pontische meeuw komt voor rond de Zwarte Zee en de Kaspische Zee, de oostelijke grens van het verspreidingsgebied wordt gevormd door de Transbaikal. De soort lijkt zich uit te breiden in noordwestelijke richting; recentelijk zijn er ook broedgevallen bekend uit Duitsland en Polen.
De meeste vogels trekken in de winter naar het zuiden om te overwinteren rond de Rode Zee, de Perzische Golf en de kust van Turkije. Een deel van de vogels brengt de winter echter door aan kust van de Noord- en Oostzee, dit is dan ook de periode dat de kans om een Pontische meeuw te zien in de Benelux het grootst is.
In Nederland is de soort te zien langs grote rivieren, meren, kanalen, havens tot aan stadsgrachten.